# Cocopa
El cocopa és una llengua pertanyent al grup yuma del Delta de la família yuma-cochimí, la que ha estat inclosa en la hipotètica família hoka. Posseeix uns pocs centenars de parlants, que viuen en la seva majoria en reserves dels cocopes del sud-oest d'Arizona, Estats Units; i a diverses localitats rurals de Baixa Califòrnia i Sonora, a Mèxic. Encara continua sent transmès a les noves generacions, encara que es calcula que la seva extinció està molt propera.

## Estatus oficial
Aquesta llengua juntament amb totes les llengües indígenes de Mèxic i l'espanyol van ser elevades a "llengües nacionals" gràcies a la Ley General de Derechos Lingüísticos de los Pueblos Indígenas promulgada l'any 2003.

## Fonologia

### Vocals
El cocopa té 4 vocals. Les distinció entre vocals llargues i curtes té un valor fonèmic.
|         | Anterior | Posterior |
| Alta    | i / iː   | u / uː    |
| No alta | e / eː   | a / aː    |

### Consonants
El cocopa té 21 consonants.
|             |           | Bilabials | Alveolars | Retroflexes | Palatals | Velars | Velars | Glotals |
| plain       | labial    | Bilabials | Alveolars | Retroflexes | Palatals |        |        | Glotals |
| Oclusives   | Oclusives | p         | t         | ʈ           |          | k      | kʷ     | ʔ       |
| Africades   | Africades |           |           |             | ʧ        |        |        |         |
| Vibrants    | Vibrants  |           | r         |             |          |        |        |         |
| Fricatives  | Centrals  |           | s         | ʂ           | ʃ        | x      | xʷ     |         |
| Fricatives  | Laterals  |           |           |             | ɬʲ       |        |        |         |
| Nasals      | Nasals    | m         | n         |             | ɲ        |        |        |         |
| Aproximants | Centrals  |           |           |             | j        |        | w      |         |
| Aproximants | Laterals  |           | l         |             | lʲ       |        |        |         |

- /r/ s'articula usualment com [r] encara que en algunes ocasions és substituït pel al·lòfon [ɾ].
- /ʧ, ɲ, ʃ/ són consonants post-alveolars (palato-alveolars). /lʲ, ɬʲ/ són consonants palatalitzades alveolars.

### Síl·laba i fonotàctiques
El model de la síl·laba en la llengua cocopa és del tipus...
(C)(C)(C)V(ː)(C)(C)
- Els grups consonàntics de dues consonants al començament d'una paraula consisteixen en general d'una fricativa i qualsevol altra consonant, per exemple /sp, ʂm, ʃp, xʧ/. En rares ocasions el grup consonàntic comença amb una consonant lateral o una oclusiva. Per exemple, /lʧ, ɬʲʧ, ps, ʧp/.
- Els grups de tres consonants a l'inici són molt rars. Entre els quals s'han registrat es troba /pxk, pxkʷ, spx/.